# Todi
Todi è un comune italiano di 15 467 abitanti della provincia di Perugia in Umbria. Sorge su un colle alto 411 m s.l.m. (la sede del Comune è però situata a 400 m s.l.m.) che si affaccia sulla media valle del Tevere.
Il territorio comunale è per lo più collinare ed è composto da una miriade di piccoli insediamenti. I centri principali, oltre alla città di Todi, sono Pantalla e la zona di Ponterio-Pian di Porto, che comprende anche l'area industriale della città.

## Geografia fisica
Il comune di Todi, di dimensioni piuttosto grandi, si estende nella parte meridionale della provincia di Perugia, al confine con il Ternano, nella regione Umbria.
Si trova quasi a metà strada fra Perugia e Terni (entrambe distano circa 42 km), mentre dista 35 km da Orvieto e 45 km da Spoleto.
Il comune è caratterizzato dal medio corso del fiume Tevere, che proprio a Todi piega in direzione sud-ovest verso l'orvietano. Vi scorrono anche i torrenti Rio, Naia ed Arnata.

### Clima
- Classificazione climatica: zona E, 2193 GR/G

## Storia

### Antichità
Fu fondata tra l'VIII ed il VII secolo a.C. dagli Umbri su un colle situato sulla riva sinistra del Tevere, a circa 400 metri di altitudine e a breve distanza dal territorio abitato dagli Etruschi, col nome di Tutere, che significa "Città di confine".
Secondo la leggenda, inizialmente la città doveva essere costruita ai piedi del colle, sulla riva sinistra del Tevere, ma la tovaglia con cui i fondatori stavano facendo colazione fu presa da un'aquila che, volando, la lasciò cadere sulla cima del colle. Questo accadimento venne interpretato come un segno degli dei, così i fondatori decisero di spostarsi e costruire la città in cima al colle.
Si sviluppò soprattutto fra il V e il IV secolo a.C., ricevendo forti influenze etrusche o venendo probabilmente essa stessa annessa dagli etruschi, secondo quanto tramandatoci dallo storico Stefano di Bisanzio. Nel III secolo a.C. iniziò il processo di romanizzazione, pur nel rispetto delle autonomie locali, fra cui il diritto di coniare moneta propria. Ottenne la cittadinanza romana (dopo l'89 a.C.) con l'ascrizione alla tribù Clustumina, venendo successivamente ribattezzata con il nome di Colonia Julia Fida Tuder (60 a.C. circa). A partire dall'età augustea ricevette un vigoroso impulso edilizio con la costruzione di un anfiteatro, di edifici civici e ville.

### Il medioevo
Dopo le invasioni barbariche e la guerra gotica (535-553), Todi venne annessa, con il resto d'Italia, all'Impero bizantino. Resterà romano-orientale anche dopo l'invasione longobarda, entrando a far parte, con Perugia ed altri centri umbri, del cosiddetto corridoio bizantino, il quale univa Roma con l'esarcato di Ravenna.
Nel 1067 divenne comune autonomo e poi signoria (sotto gli Atti), per entrare successivamente a far parte dello Stato della Chiesa, e cominciò la sua decadenza passando da una signoria all'altra (tra cui quella dei Malatesta e di Francesco Sforza).

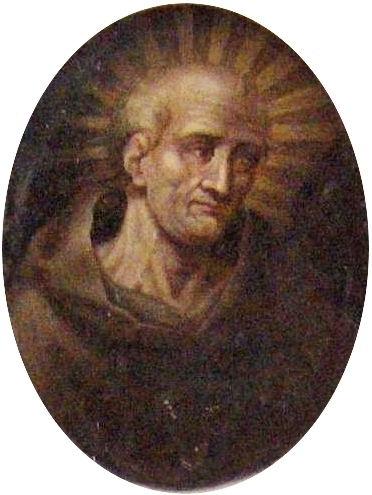
Jacopone da Todi

Nel XIII secolo il territorio della città conobbe una nuova espansione, estendendosi da Terni a est a sud, dalle gole del Forello (per un breve periodo sottomise anche Orvieto) a ovest e da Deruta a nord.
In questo periodo Todi diede i natali a Jacopone De Benedetti (meglio conosciuto come Jacopone da Todi), poeta duecentesco che compose storiche laudi come "O Signor, per cortesia".
Nel 1244, visto l'aumento della popolazione, la quale aveva superato i trentamila abitanti (più della popolazione della Roma dell'epoca), i tre borghi creati dalle classi artigianali vennero cinti da mura lunghe all'incirca 4 km, con tanto di porte e bastioni a tutt'oggi integre.

### Età moderna
Angelo Cesi trasformò varie zone di Todi, allargando vie ed abbellendo alcuni palazzi.
Oggi Todi è pressoché identica alla Todi medievale, come risulta da una stampa di Giacomo Lauro del 1633. I confini della città originaria sono delimitati dal perimetro delle mura.

### Età contemporanea

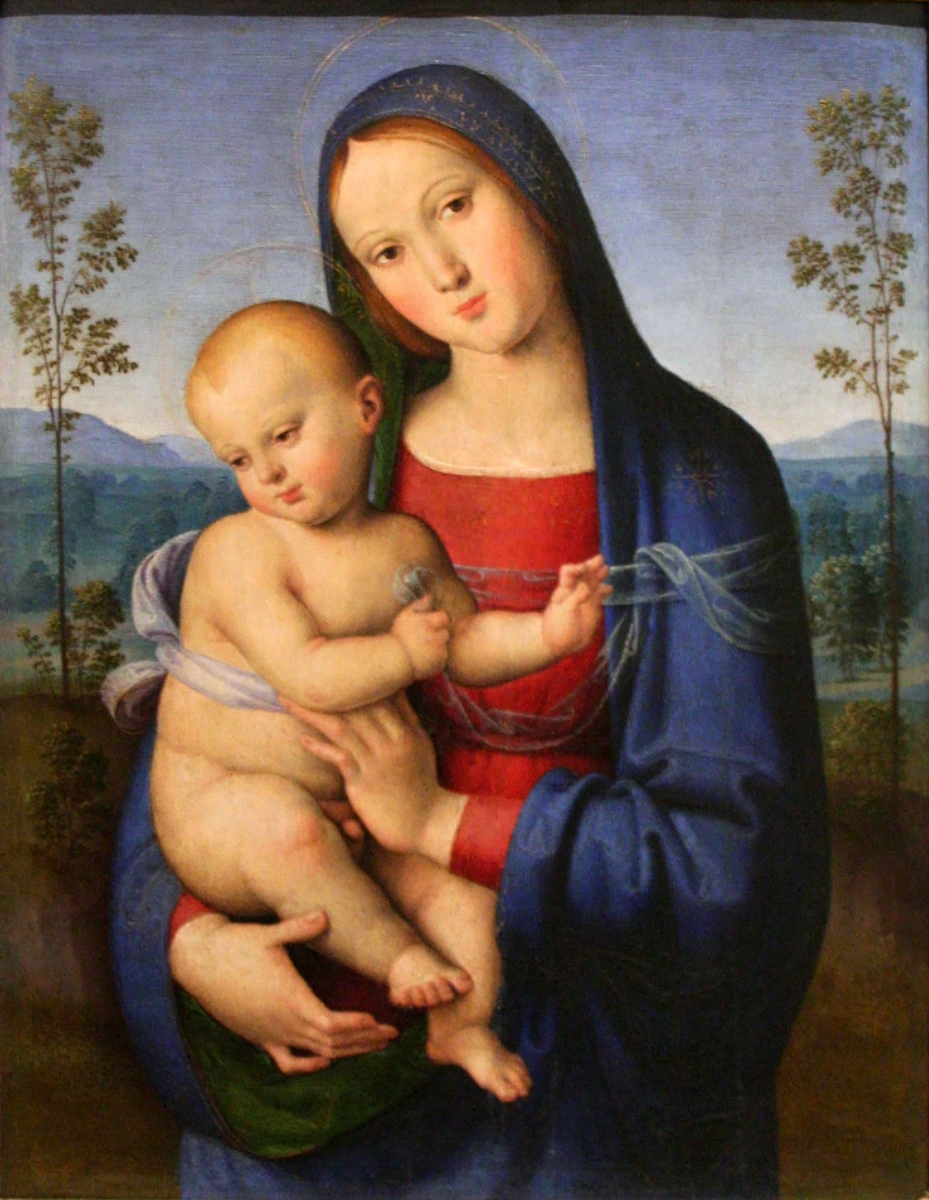
Vergine e Gesu, de Lo Spagna, anticamente presso il convento di Montesanto, in seguito al Museo del Louvre.

Durante il periodo napoleonico alcune opere d'arte vennero trafugate e portate in Francia nell'ambito delle spoliazioni napoleoniche. Secondo il catalogo pubblicato nel Bulletin de la Société de l'art français del 1936, delle 3 opere d'arte inviate in Francia, principalmente autori del Rinascimento umbro, ne ritornarono due, mentre La vergine e Gesù dello Spagna rimase esposta al Musée Napoléon, e quindi al Louvre.
In seguito alla restaurazione, molti tuderti entrarono a far parte della carboneria e della Giovine Italia.
Garibaldi, riparando a Todi dopo la disfatta della Repubblica Romana, infiammò di nuovo il patriottismo tuderte e molti abitanti di Todi lo seguirono, vestendo le caratteristiche camicie rosse fino alla III guerra d'indipendenza, durante la quale molti furono arrestati e morirono in battaglia.
Insieme all'Eroe dei due Mondi passò per Todi anche Anita Garibaldi, incinta e già in preda alle doglie: di lì a poco morì nei pressi delle Valli di Comacchio.
Braccato dalle milizie austriache, Garibaldi fu costretto alla fuga.
A Todi avvenne un avvenimento tragico nell'Italia repubblicana: il 25 aprile 1982 ci fu un gravissimo incendio al Palazzo del Vignola, dove morirono 35 persone e ne rimasero ferite altre 40. Tale incendio - insieme a quello di pochi mesi dopo al Cinema Statuto di Torino - è considerato l'evento propulsore di una nuova legislazione più moderna ed efficace per la prevenzione degli incendi e per la messa in sicurezza dei luoghi aperti al pubblico.

### Simboli
Lo stemma e il gonfalone di Todi sono stati concessi con decreto del presidente della Repubblica del 16 settembre 1994.
Il gonfalone è un drappo interzato in palo: il primo e il terzo di rosso, il secondo di bianco.

## Monumenti e luoghi d'interesse

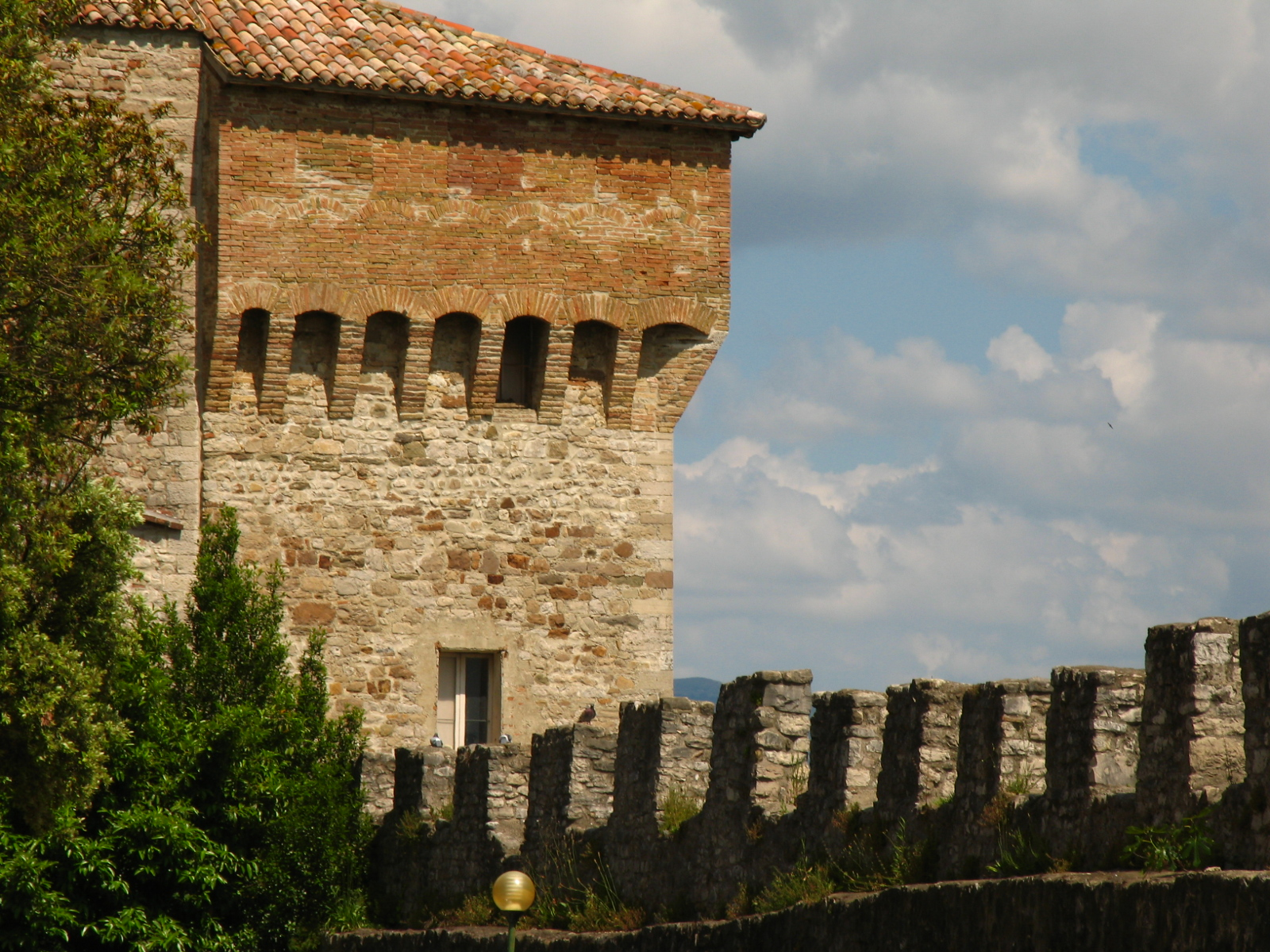
Le mura di Todi

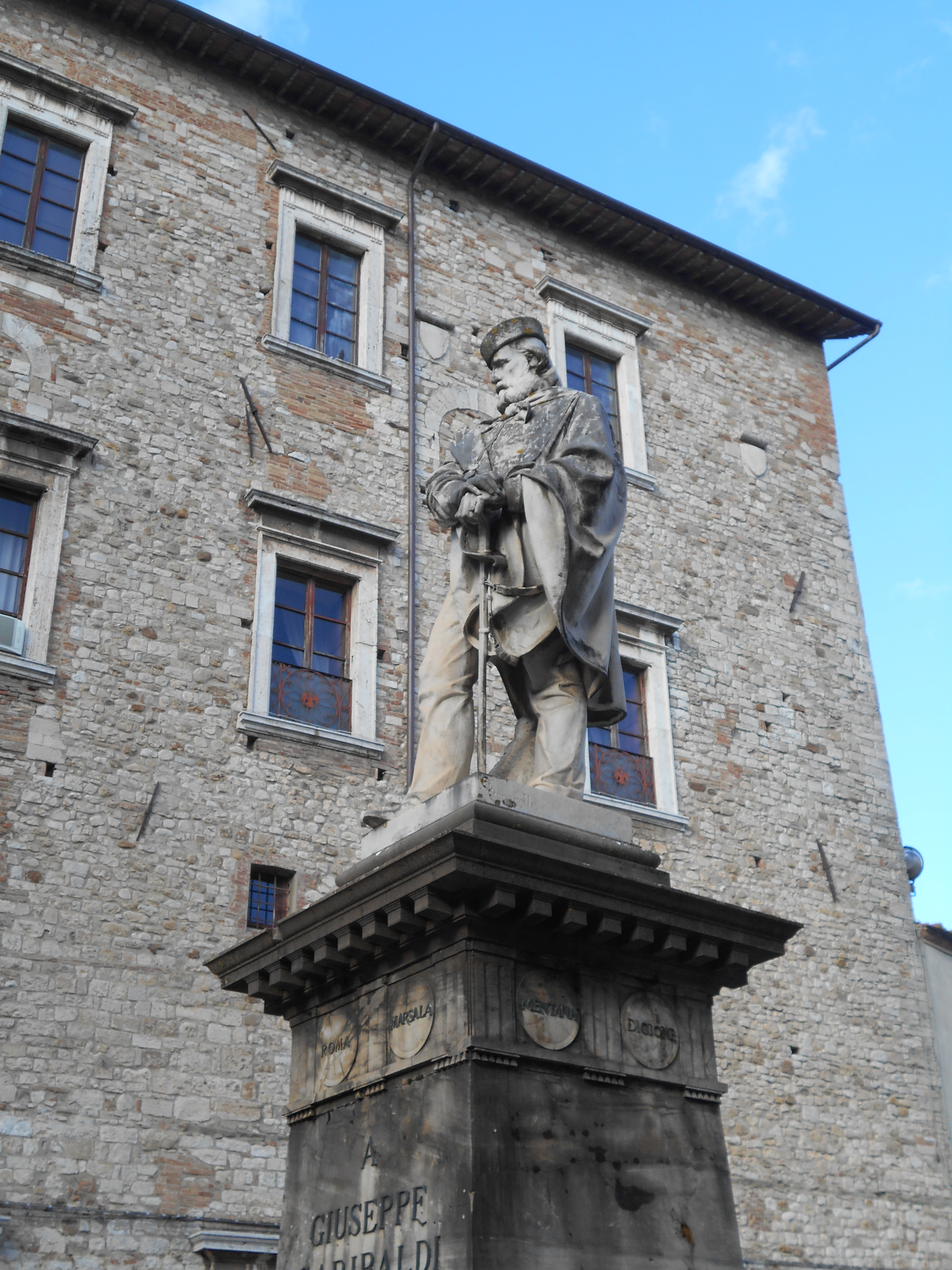
Monumento a Giuseppe Garibaldi

Il centro storico, medievale, vanta edifici sacri e civili di notevole prestigio:

### Piazza del Popolo

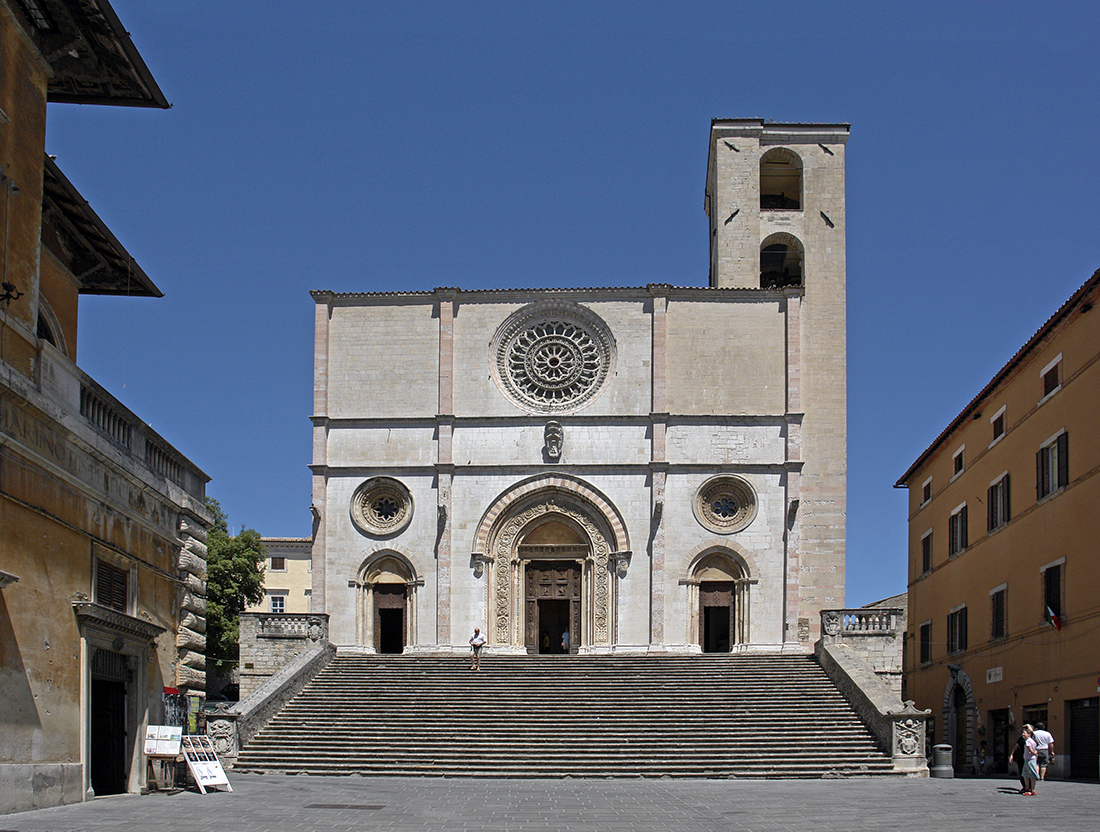
Duomo dell'Annunziata
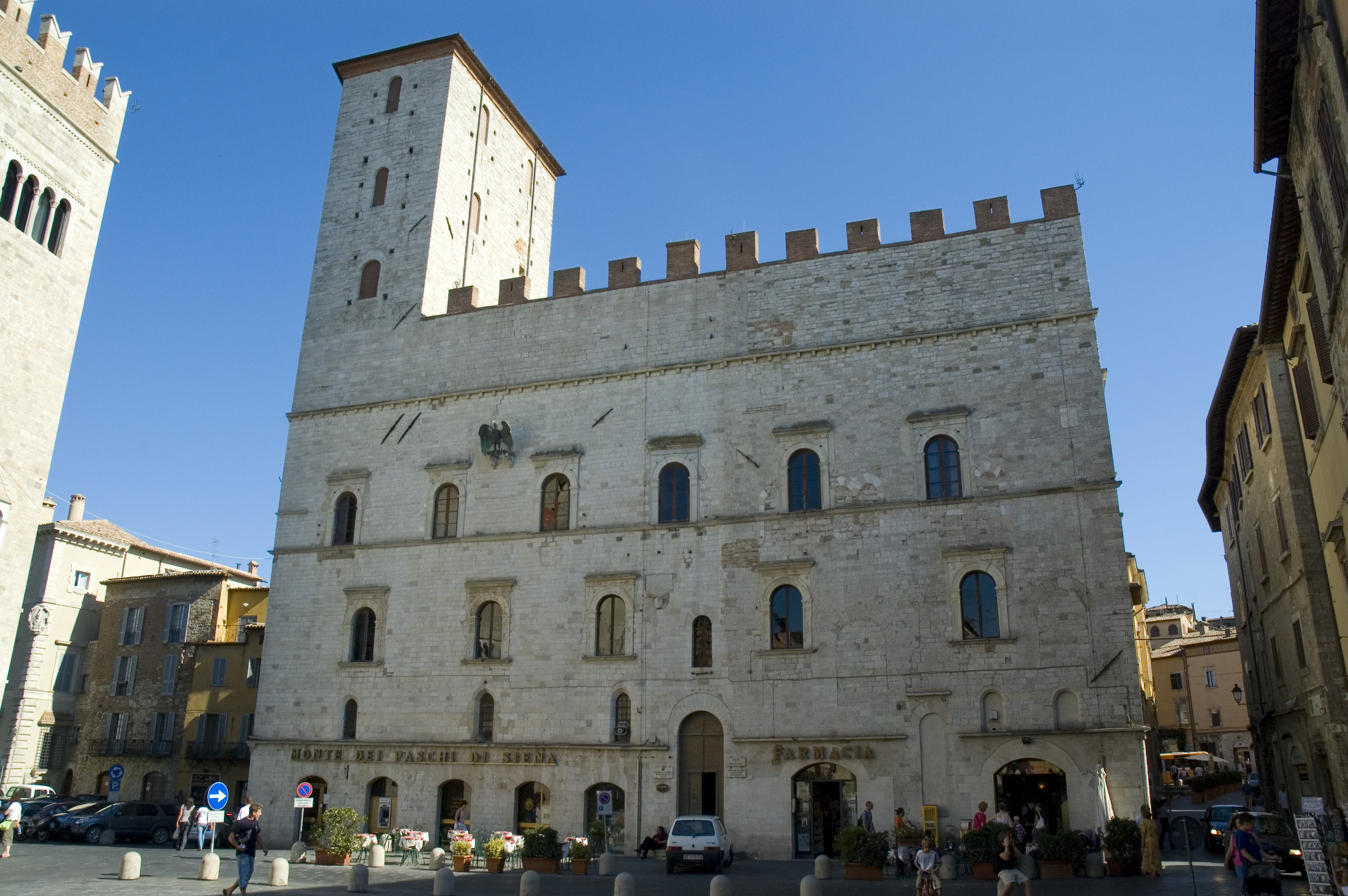
Palazzo dei Priori
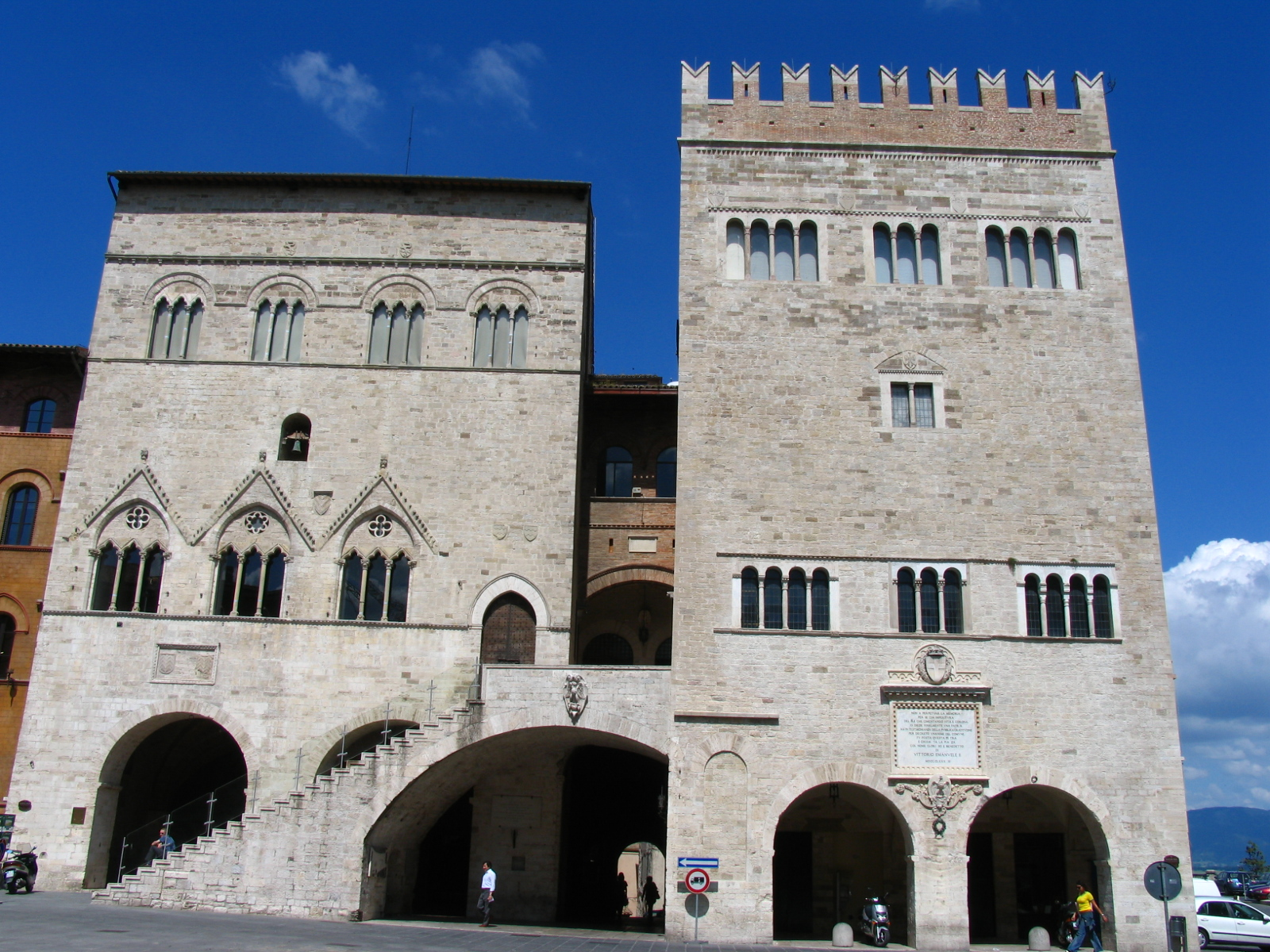
Palazzo del Capitano
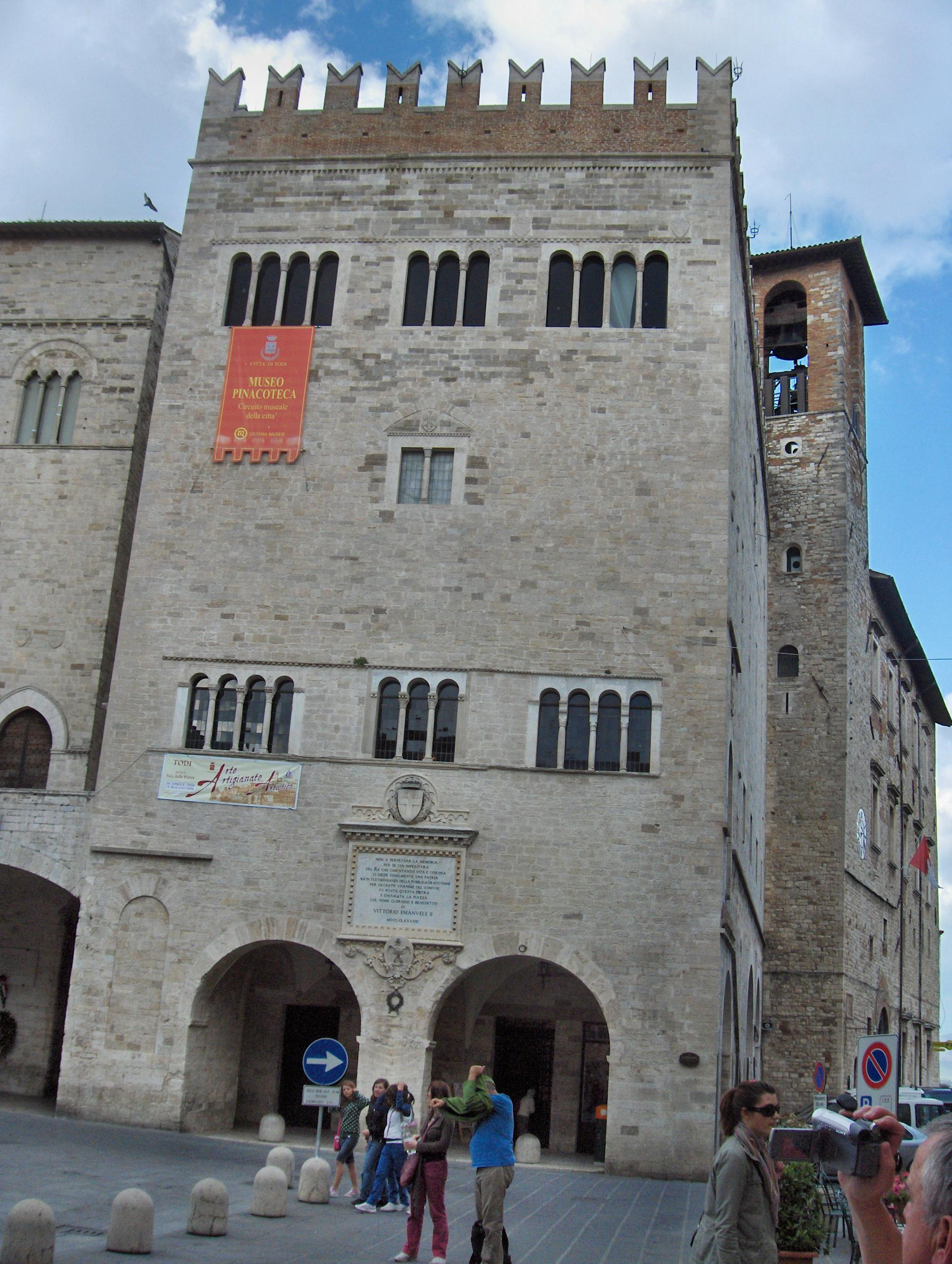
Palazzo del Popolo

La Piazza del Popolo è la centrale e storica piazza cittadina, una delle più importanti e interessanti del Medioevo in regione e in Italia, vera testimonianza dell'epoca dei Liberi Comuni. Attorno vi sorgono i monumenti più insigni di Todi:
- Duomo dell'Annunziata, eretta fra il XII e il XIV secolo in stile Romanico-gotico, è una delle chiese più importanti dell'Umbria. All'interno, in controfacciata, è un affresco di Ferraù da Faenza, d'ispirazione michelangiolesca, de Il Giudizio universale. Nella cripta vi è un museo.
  - il Palazzo Vescovile, annesso al Duomo, venne finito di costruire nel 1593 su ordine del vescovo Angelo Cesi, che fece apporre il proprio stemma sopra al portone, stemma attribuito al Vignola. Oltrepassato l'ingresso si accede ad una corte interna, mentre al primo piano vi sono un salone affrescato da Ferraù da Faenza, detto il Faenzone, nel 1594, ed una galleria affrescata da Andrea Polinori, terminata nel 1629).
- Palazzo dei Priori, solido edificio gotico che con la sua torre trapezoidale domina il lato della piazza opposto al Duomo.
- Palazzo del Capitano, detto anche Nuovo, venne costruito nel 1293, all'ultimo piano ospita il Museo civico di Todi.
- Palazzo del Popolo, contiguo e collegato al precedente, ospita anch'esso il Museo civico di Todi. Eretto in stile Romanico lombardo è il più antico palazzo pubblico della piazza, storica sede del Comune.

### Altri edifici religiosi

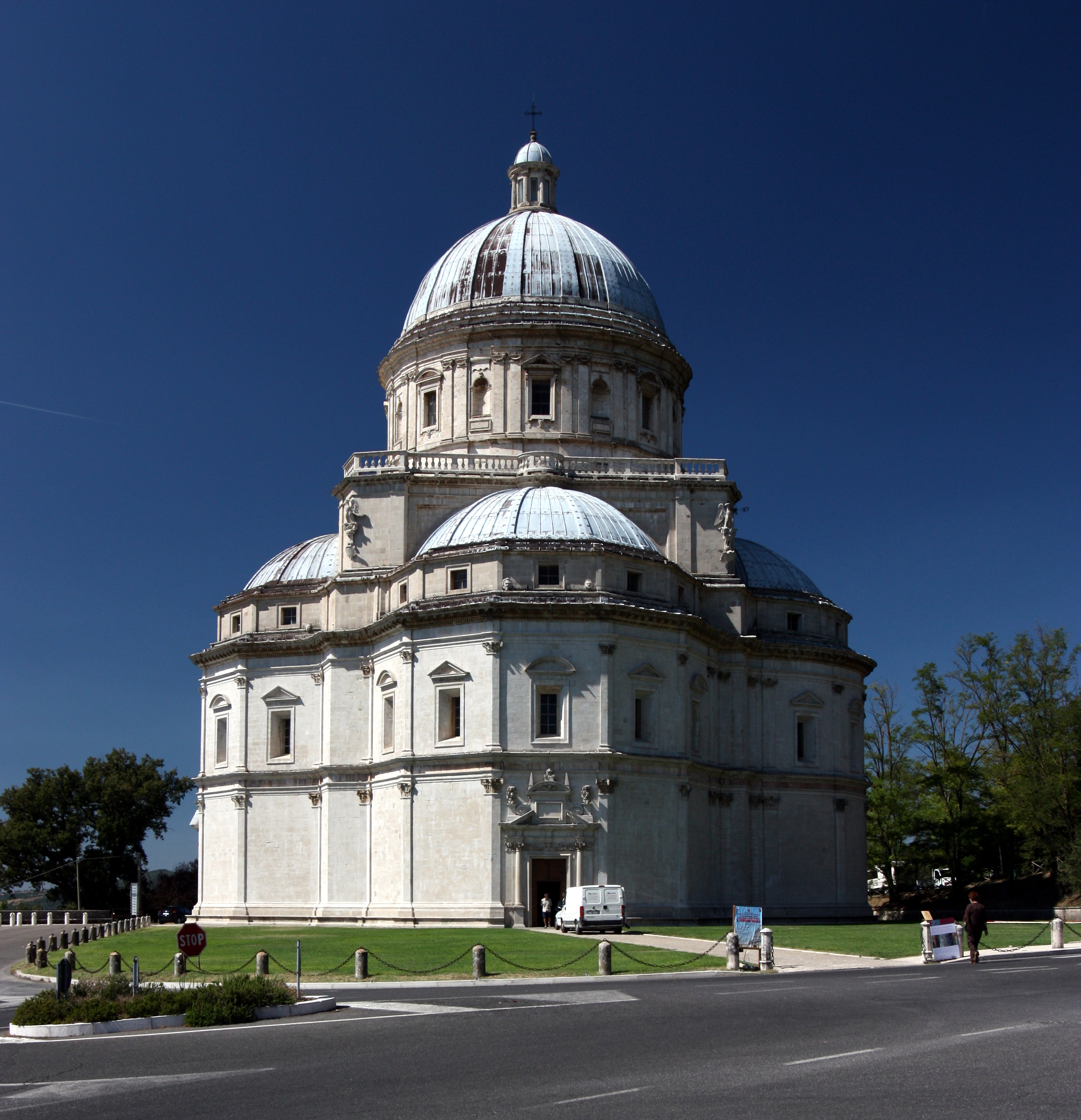
La bramantesca chiesa della Consolazione
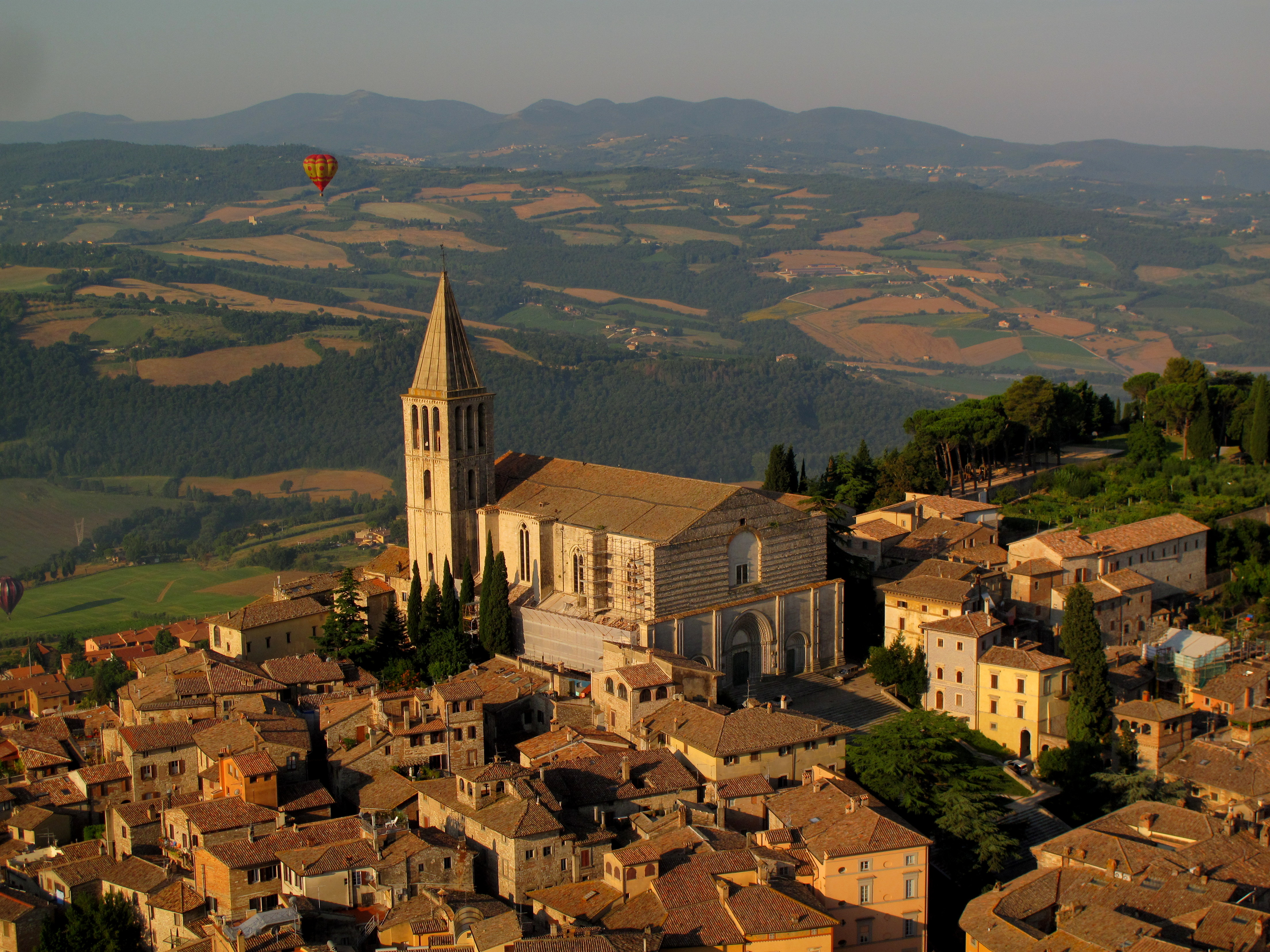
Chiesa di San Fortunato
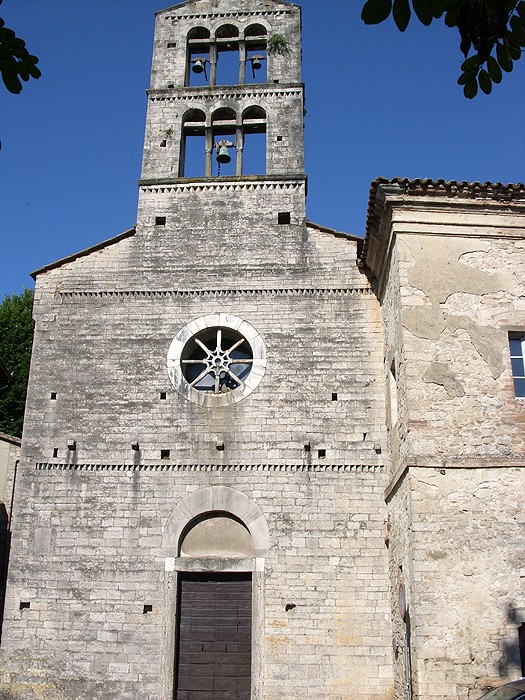
Chiesa San Carlo

- Chiesa di San Fortunato, grande edificio gotico duecentesco. Nella cripta della chiesa di San Fortunato vi è una tomba di quattro santi (tra cui San Cassiano) e, su una parete del muro, un ovale con l'immagine ad affresco del beato Jacopone da Todi.
- Santa Maria in Cammuccia;
- Chiesa di San Nicolò de Criptis, venne costruita nel 1093 sulla cavea e la platea dell'anfiteatro romano. Il nome "criptis" pare derivare da "grotte (cripte)" abbondanti nel terreno della zona che sosteneva l'anfiteatro. Della costruzione originaria rimangono il rosone, il fonte battesimale e tre porte relative ad una navata. Ora la chiesa è stata in parte mancante degli affreschi già presenti, alcuni trasferiti in alcune raccolte comunali ed altri distrutti nel dopoguerra. Alla parete destra del presbiterio è collocata una diligente copia della Madonna dei Pellegrini di Caravaggio, opera di Andrea Polinori.[12]
- Oratorio della Nunziatina, edificio seicentesco un tempo appartenuto a Confraternite cittadine e poi caduto in rovina, fu ristrutturato e riccamente decorato a più riprese da Andrea Polinori e da altri artisti; all'interno sono due tele settecentesche di Francesco Maria Mannucci raffiguranti San Francesco che riceve le stimmate e L’estasi di San Bernardo da Chiaravalle. Giuseppe Stufelli è invece l'autore della decorazione settecentesca dell'altare del Beato Jacopone. All'altare era in origine una tela con l'Annunciazione, attribuita a Lazzaro Baldi ed oggi nel Palazzo Vescovile.[13]
- Chiesa di Sant'Antonio Abate, corredata di una pala d'altare di Bartolomeo Barbiani, firmata e datata 1619, raffigurante la Madonna col Bambino e i Santi Crispino e Crispiniano. La volta fu affrescata dallo stesso Barbiani, firmata e datata 1642 e da Andrea Polinori.[14]
- Chiesa di San Filippo Benizi, costruita alla metà del Quattrocento come ricovero per un'immagine miracolosa della Madonna col Bambino in trono che prese il nome di Madonna delle Grazie esteso anche alla titolazione della prima chiesa. Tra 1490 e 1507 la chiesa fu ricostruita per ordine dei Cavalieri di San Giovanni in Gerusalemme, mentre nel 1590 venne ceduta all'ordine dei Servi di Maria, poi divenuti in pieno possesso proprietari. Nel 1599 il trasferimento dalla chiesa di San Marco delle reliquie di San Filippo Benizi portò alla nuova dedicazione. All'interno vi è ancora custodita la Vergine col Bambino, del XIV secolo, l'antica immagine della Madonna delle Grazie, sotto l'altare vi sono le ossa di san Filippo Benizi. Per questa chiesa l'Alunno e suo figlio Lattanzio dipinsero nel 1491 una pala, della quale rimane solo la predella, oggi nel Museo di Palazzo Trinci[15].
- Chiesa dei Santi Filippo e Giacomo, le prime notizie risalgono al 1276, mentre la cripta all'XI secolo (adibita a luogo di sepoltura). Nel 1600 fu annessa all'adiacente monastero benedettino. Una volta chiusa la cripta vi fu adibito un ossario. Anche l'abside fu chiusa per consentire l'apertura di tre finestre e la copertura di due volte a crociera e la costruzione del campanile a vela. Nel periodo della sconsacrazione la chiesa venne adibita a falegnameria. Recentemente, in un restauro, si è riportato l'aspetto più o meno originario con gli affreschi e gli ex voto quattrocenteschi.
- Chiesa di Santo Stefano, situata presso la Porta Fratta, ospitava, secondo la tradizione tuderte, le spoglie dei santi Felicissimo, Eraclio e Paolino. Solo nel 1584, con un'ordinanza comunale, si iniziò la ricerca dei resti sacri, impresa che pare riuscire secoli più tardi, nel 1766, quando vennero trovati addirittura 23 corpi. La chiesa è ordinata in modo da raccogliere attraverso la porta d'ingresso le prime luci del mattino, simbolo ecclesiastico della luce divina;
- Chiesa di San Carlo e Sant'Ilario, le prime notizie della chiesa risalgono al 1112, in un elenco che il conte tuderte Guazza diede all'Abbazia di Farfa. Nel 1623 appartenne alla compagnia di San Carlo. La facciata è in stile romanico umbro, così come la facciata della cattedrale di Piazza del Popolo, con cinque dentellature orizzontali simil-coronamento. Il rosone, a otto colonne a raggiera che si uniscono in un anello perfettamente sito nel centro del rosone stesso, creando 8 coni con la punta mozzata, è centrale, posto nel XII secolo sulla facciata; nella lunetta sopra l'ingresso si possono ammirare i resti di un affresco raffigurante san Carlo; mediante un gradino si accede all'interno, suddiviso tra spazio per fedeli e spazio sacerdotale. Altri 4 gradini fanno accedere al presbiterio, con altare centrale con lastra principale di travertino; a sinistra dell'altare vi è un affresco di probabile fattura dello Spagna;
- Chiesa di Santa Prassede, di origine trecentesca, presenta una facciata in pietra bianca e rossa. L'interno ad aula unica, di aspetto settecentesco, conserva una tela con il Compianto sul Cristo morto del cosiddetto "Pittore di Santa Prassede", riconoscibile in Hendrick de Clerck, databile alla fine del Cinquecento, forse derivazione di un modello romano.[16] Un'altra tela raffigurante l’Estasi di Santa Rita da Cascia di Giacinto Brandi è una replica dall’originale dello stesso artista conservata nella Basilica di Sant’Agostino in Campo Marzio a Roma.[17]
- Tempio di Santa Maria della Consolazione, sorge fuori dalle mura cittadine, è una chiesa rinascimentale eretta forse su progetto del Bramante.
- Chiesa di San Giorgio, secondo gli storici venne costruita nel 1107, nell'interno si conservano vari affreschi, tra cui uno sulla Madonna che chiede ad un angelo di salvare le Anime del Purgatorio dalle fiamme e un brandello di affresco recentemente restaurato); in chiesa è anche una tela settecentesca firmata dal tuderte Domenico Pentini raffigurante i Dolenti, proveniente dall’altare maggiore della chiesa del Santissimo Salvatore di Todi.[18]
- Chiesa di San Silvestro
- Convento della Santissima Trinità: la chiesa conserva una decorazione settecentesca ad affresco nella volta ed alcune tele coeve tutte di Niccolò Ricciolini, ﬁglio del pittore Michelangelo.[19]
- Convento di Montesanto;
- Monastero delle Lucrezie, nel rione Nidola, chiamato così in onore della nobile anconetana che lo abitò agli inizi del XV secolo, Lucrezia della Genga, insieme ad altre 12 consorelle. Nel testamento, Lucrezia lasciò lo stabile all'Ordine Terziario femminile (nel 1425); in seguito, causa depauperamento dello stabile dovuto a crolli del terreno sottostante, le suore furono costrette ad abbandonare il palazzo nel 1897. Durante la prima guerra mondiale alcuni locali furono usati come magazzino mentre altri furono affittati al famoso laboratorio di artigianato dell'Istituto Crispolti. Negli anni novanta del Novecento, il complesso è stato sottoposto a opere di consolidamento e restauro che hanno portato alla luce un antico torcularium e un ciclo seicentesco di affreschi nell'abside della Chiesa di San Giovanni, oggi Museo Lapidario. Attualmente, oltre al Museo Lapidario della città di Todi, il complesso delle Lucrezie ospita il cinema-teatro Nido dell'Aquila, così chiamato in ricordo della leggendaria fondazione della città;
- Convento di Montesanto
- Chiesa del Santissimo Crocifisso;

### Musei
- Il Museo Civico, sito all'ultimo piano dei Palazzi del Popolo e del Capitano, è stato restaurato nel 1997. Possiede una collezione di numismatica, archeologia, tessuti, ceramiche, nonché una pinacoteca.
- Il Museo Lapidario della città di Todi, inaugurato nel 2009, presso il Polo Museale delle Lucrezie, dove è conservata una raccolta, tra le più antiche dell'Umbria, di materiali lapidei di età romana, medievale e moderna.
- Il Museo del tesoro del duomo[20].
- Il Museo della civiltà contadina[21]
- Gipsoteca Enrico Quattrini[22]
- Casa Dipinta O'Doherty   [23]

### Altri monumenti

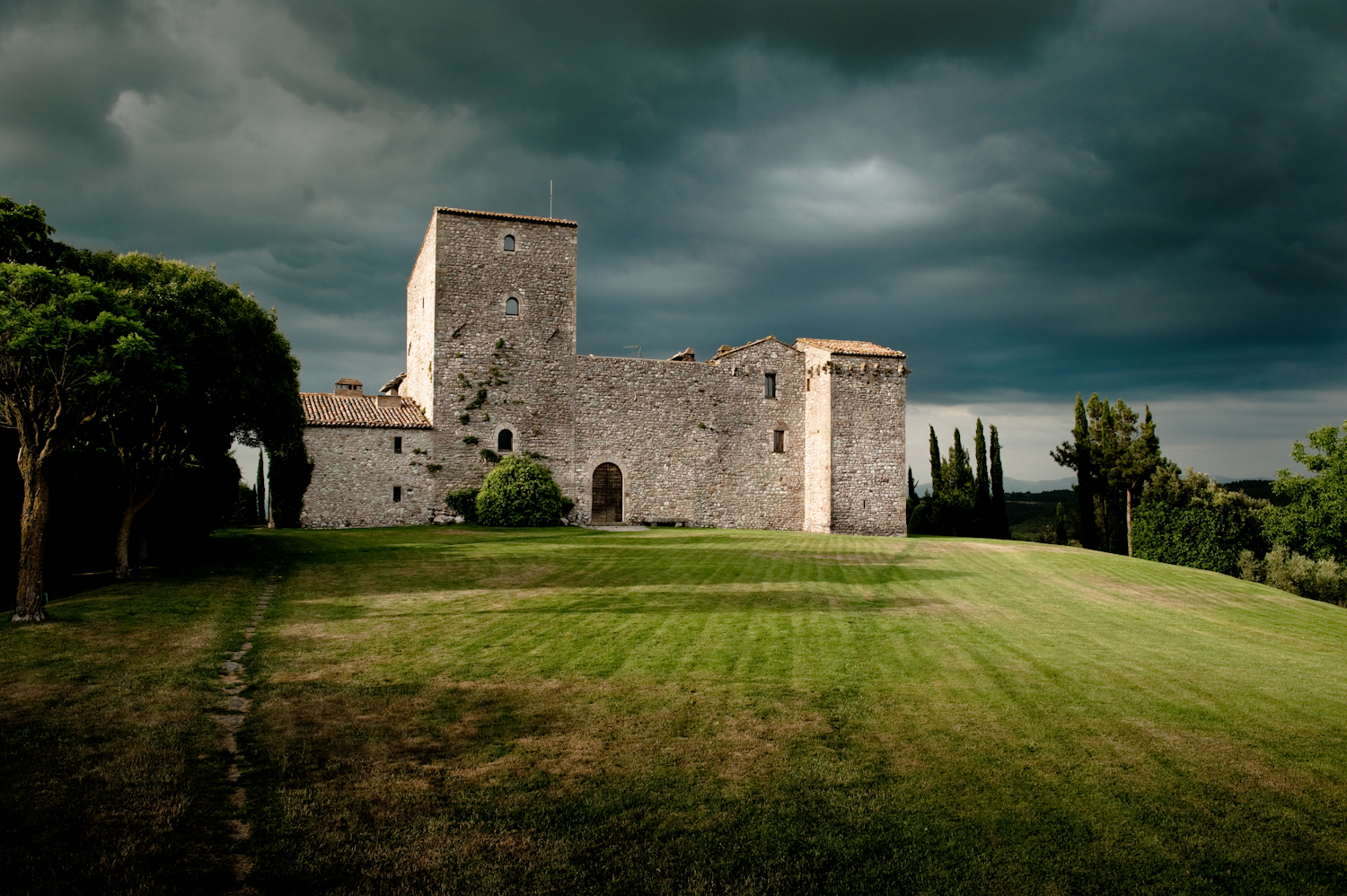
Castello di Fiore
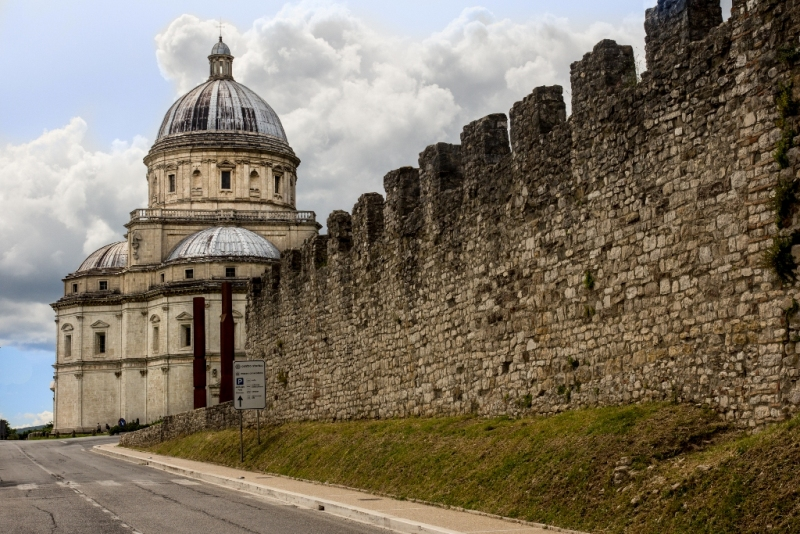
Mura della città

- Parco della Rocca, che con i suoi 411 m s.l.m. è il punto più elevato della città. La rocca è stata edificata per volontà di papa Gregorio XI nel 1373. Per la sua edificazione è stato necessario abbattere alcuni edifici nei dintorni (il monastero di San Leucio e alcune case private del "Borgo di San Giorgio"). Dopo svariati anni, nel 1503, fu demolita per volontà di Ludovico degli Atti. Ora restano della rocca un torrione rotondo, il Mastio, i resti di fortificazione ed il carcere di San Cassiano
- Nicchioni romani (siti nel piazzale del mercato vecchio, chiamato così per via del mercato che si tenne in questa piazza dal 1819), una costruzione romana con base di 48 m x 11 m; secondo alcune ipotesi, si tratterebbe di un tempio dedicato a Marte);
- Cisterne e cunicoli;
- Fonte Scannabecco, risalente al 1241;
- Triplice cerchia di mura difensive:
  - La terza cerchia di mura, come attesta la cronistoria locale, è stata ultimata nel 1244; è arrivata ai giorni nostri pressoché intatta grazie a svariati interventi di restauro e per esigenze difensive. La terza cerchia di mura è lunga circa 4 km ed è provvista di porte munite di contrafforti e bastioni. Le porte prendono il nome dalle città di destinazione:
    - Porta Perugina;
    - Porta Romana;
    - Porta Amerina o Porta Fratta;
    - Porta Santa Margherita o della Consolazione, presso il relativo Tempio, demolita;
    - Porta Orvietana, franata, ne rimangono tuttavia degli avanzi;
    - Porta Cupa, franata.

  - Altre porte:
    - Porta Libera;
    - Porta Aurea;
    - Porta Catena o di Sant'Antonio, chiamata così per le catene di protezione a sbarramento dell'accesso.

  - La prima cerchia di mura è di epoca umbro-romana; ne rimangono resti prevalentemente nei pressi della Porta Marzia, ebbe delle modifiche nel XVII secolo.
  - Un'altra serie di mura si può ammirare nei pressi della Valle Inferiore (detta anche delle Lucrezie), localmente chiamata muro etrusco (impropriamente, perché realmente costruito in epoca romana - quest'opera è una delle più imponenti opere romane di Todi). Presentano due cunicoli (inferiore e superiore), costruiti per scopi idraulici e ancora funzionanti.
- Teatro comunale, istituito con delibera comunale nel 1868, fu realizzato su progetto dell'architetto aretino Carlo Gatteschi. Per costruirlo fu necessario demolire alcune case circostanti; i lavori terminarono nel 1872, ma l'inaugurazione avvenne solo nel 1876. Annibale Brugnoli dipinse il sipario del teatro con una scena raffigurante l'arrivo di Ludovico Ariosto, a Todi nel 1531;
- il Palazzo Landi Corradi, o "Palazzo del Vignola" (sulla facciata si apre il portale in travertino attribuito al Vignola), fu sede di un seminario e fu restaurato nel 1954 per iniziativa del vescovo Alfonso Maria De Santis). Il 25 aprile del 1982 fu teatro di un tragico incendio costato la vita a 35 visitatori.
- Fontana dei Bottini: costruita nel 1872 e originariamente utilizzata come abbeveratoio di animali e lavatoio, abbandonata negli anni sessanta del Novecento e restaurata a partire dal 1999.

## Società

### Evoluzione demografica
Abitanti censiti

### Etnie e minoranze straniere
Secondo i dati ISTAT al 6 giugno 2021 gli stranieri erano 1 601, il 10,1% della popolazione residente.
La comunità straniera più numerosa è quella proveniente dalla Romania con il 25,8% di tutti gli stranieri presenti sul territorio, seguita dall'Albania (17,3%) e dal Marocco (13,3%).

### Lingue e dialetti
Il dialetto tuderte fa parte del sottogruppo dei dialetti para-mediani, come accade in tutta l'Umbria nord-occidentale, in tutta la provincia di Viterbo nel Lazio settentrionale e in parti del centro-nord marchigiano. Tuttavia, Todi si trova a ridosso del confine ideale tra dialetti para-mediani e mediani, la linea Ancona-Roma, pertanto presenta anche caratteristiche dei dialetti umbri sud-orientali, rendendo di fatto il tuderte più affine al dialetto ternano, per via della vicinanza con Acquasparta.

## Cultura

### Scuole
- Istituto tecnico agrario Ciuffelli
- Liceo Classico Jacopone da Todi
- Liceo Scientifico Donato Bramante

### Eventi
- Todi Festival: Rassegna annuale di teatro di prosa e lirico, di danza, di musica colta ed etnica, di arti visive e di incontri letterari, che si svolge solitamente a cavallo di agosto e settembre. Dalla fondazione fino al 1997 è stato diretto da Silvano Spada, mentre dal 1997 al 2007 la direzione artistica è stata affidata all'attrice Simona Marchini, cambiando denominazione in TodiArteFestival, per poi passare nel 2008 a Maurizio Costanzo, nel 2010 a Stefano Porri e dal 2011 a Emiliano Leonardi e Giulio Castrica. Dall'edizione del 2013 (23 agosto - 1º settembre) la direzione del Festival è tornata in mano a Silvano Spada e ha ripreso la denominazione di Todi Festival[26]
- Rassegna Antiquaria d'Italia: una delle più antiche e prestigiose mostre mercato dell'antiquariato del mondo, si svolge tradizionalmente a partire dal giovedì Santo per chiudersi alla domenica successiva alla Pasqua[27]
- Mercatino dell'antiquariato: si svolge nella piazza principale della città ogni seconda domenica del mese.[28]
- Festa di Santa Maria della Consolazione: è la festa tradizionale di Todi. Si svolge l'8 di settembre in onore della Madonna della Consolazione, davanti al tempio cinquecentesco di ispirazione bramantesca. La chiusura, per tradizione secolare, è affidata ai fuochi d'artificio.[29]
- Gran Premio Mongolfieristico: Raduno internazionale di mongolfiere, provenienti da tutto il mondo, che allietano i cieli tuderti nella seconda settimana di luglio.[30]
- Fiera di San Martino, 11 novembre: le vie del centro storico si riempiono di bancarelle trasformando l'intera città in un grande mercato.[31]
- Nel 2007 si sono svolte le celebrazioni per il VII centenario della morte di Jacopone da Todi (1306-2006).[32]

## Geografia antropica

### Suddivisioni storiche

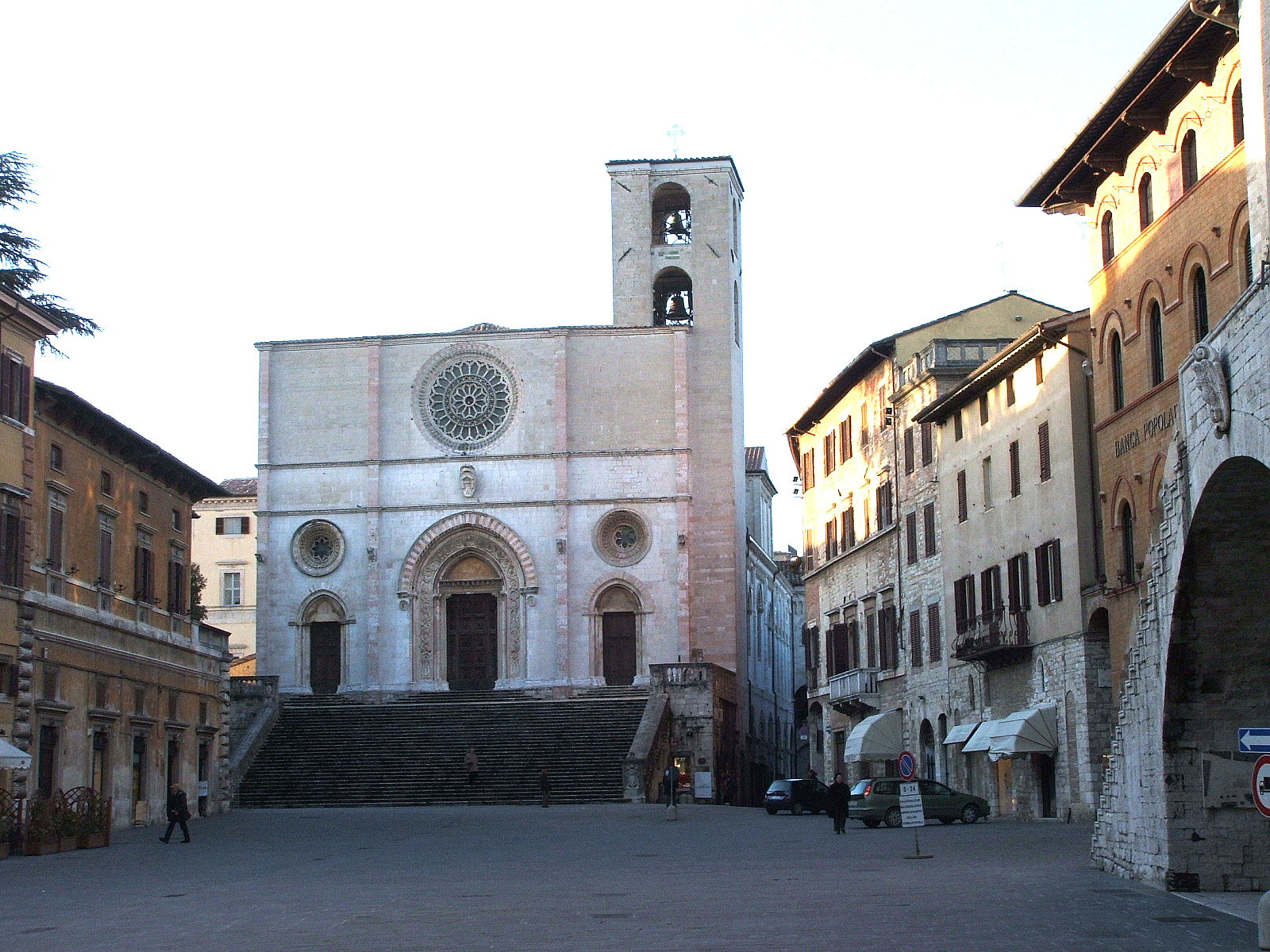
Il Duomo, in piazza del Popolo.

La città si può considerare divisa in due zone distinte: la parte interna alle mura medievali, suddivisa in rioni, e la parte nuova, posta esternamente alle mura, suddivisa in quartieri.
I quartieri della città sono quelli di Santo Stefano, Sant'Arcangelo, Crocefisso, Cappuccini, Quartiere Europa, Broglino e Torre Squadrata.
Internamente alle mura, invece, si possono trovare i rioni di Santa Prassede, Santa Maria, Valle Bassa, San Fortunato, Porta Fratta e San Silvestro.

### Frazioni
| POS. | Località                     | Abitanti | Superficie | Densità |
| ---- | ---------------------------- | -------- | ---------- | ------- |
| 1    | Pantalla                     | 1.196    | 8,1        | 147,165 |
| 2    | Pian di Porto (con Ponterio) | 704      | 8,9        | 79,10   |
| 3    | Collevalenza                 | 695      | 6,8        | 102,21  |
| 4    | Pesciano                     | 231      | 5,7        | 40,53   |
| 5    | Vasciano (con Pontenaia)     | 207      | 8,8        | 23,52   |
| 6    | Ilci                         | 197      | 4,7        | 41,91   |
| 7    | Pontecuti                    | 169      | 7,2        | 23,47   |
| 8    | Asproli                      | 152      | 2,9        | 52,41   |
| 9    | Cacciano                     | 129      | 2,7        | 47,77   |
| 10   | San Damiano                  | 124      | 1,9        | 65,26   |
| 11   | Fiore (con Spagliagrano)     | 111      | 4,1        | 27,07   |
| 12   | Frontignano                  | 109      | 2,2        | 49,54   |
| 13   | Pian di San Martino          | 106      | 4,2        | 25,23   |
| 14   | Loreto                       | 91       | 2,3        | 39,56   |
| 15   | Casemasce                    | 89       | 6          | 14,83   |
| 16   | Ripaioli                     | 85       | 2,4        | 35,41   |
| 17   | Due Santi                    | 78       | 2,6        | 30,00   |
| 18   | Cecanibbi                    | 74       | 3          | 24,66   |
| 19   | Romazzano                    | 72       | 4          | 18,00   |
| 20   | Ficareto                     | 68       | 1,2        | 56,66   |
| 21   | Camerata                     | 62       | 2,5        | 24,80   |
| 22   | Cordigliano                  | 60       | 3          | 20,00   |
| 23   | Lorgnano                     | 57       | 2,6        | 21,92   |
| 24   | Canonica                     | 55       | 1,5        | 36,66   |
| 25   | Izzalini                     | 54       | 5,6        | 9,64    |
| 26   | Chioano                      | 50       | 2          | 25,00   |
| 27   | Quadro                       | 44       | 5,7        | 7,72    |
| 28   | Torrececcona                 | 35       | 7          | 5,00    |
| 29   | Petroro                      | 30       | 3          | 10,00   |
| 30   | Monticello                   | 26       | 3,7        | 7,03    |
| 31   | Montemolino                  | 21       | 4,6        | 4,57    |
| 32   | Montenero                    | 19       | 4,9        | 3,88    |
| 33   | Porchiano                    | 14       | 7          | 2,00    |
| 34   | Rosceto                      | 12       | 4,2        | 2,85    |
| 35   | Torregentile                 | 9        | 13         | 0,69    |
| 36   | Crocefisso                   | 2        | 4          | 0,50    |
| 37   | San Giorgio                  | 0        | 6          | 0,00    |
|      | Totale                       | 5237     | 170,0      | 30,81   |

### Il capoluogo
La cittadina di Todi singolarmente conta 11.059 residenti distribuiti in 52,86 km². La densità è di 209,21 abitanti per km².

## Economia

### Artigianato
Tra le attività economiche più tradizionali, diffuse e attive vi sono quelle artigianali, come la lavorazione della ceramica; inoltre sono rinomati i laboratori di oreficeria, di intarsio, di intaglio, di scultura, di ebanisteria e di restauro.

## Amministrazione
Il Comune è governato da un'amministrazione di centrodestra (Forza Italia, Fratelli d'Italia, Lega Nord, Todi tricolore, Per Todi con Ruspolini). Il Sindaco è Antonino Ruggiano (FI), rieletto per un secondo mandato il 13 giugno 2022 al primo turno con il 58,1%.
| Periodo | Periodo   | Primo cittadino    | Partito  | Carica  | Note |
| ------- | --------- | ------------------ | -------- | ------- | ---- |
| 1944    | 1944      | Fortunato Casei    | CLN      | Sindaco |      |
| 1944    | 1946      | Mazzini Mezzoprete | PSI      | Sindaco |      |
| 1946    | 1946      | Luigi Prosperi     | PCI      | Sindaco |      |
| 1946    | 1952      | Giovanni Quadri    | PCI      | Sindaco |      |
| 1952    | 1965      | Vittorio Antonini  | PCI      | Sindaco |      |
| 1965    | 1968      | Carmelo Mantilacci | PSI      | Sindaco |      |
| 1968    | 1975      | Luigi Ferretti     | PSI      | Sindaco |      |
| 1975    | 1985      | Valfiero Budassi   | PSI      | Sindaco |      |
| 1985    | 1994      | Massimo Buconi     | PSI      | Sindaco |      |
| 1994    | 1998      | Ottavio Nulli Pero | PPI      | Sindaco |      |
| 1998    | 2007      | Catiuscia Marini   | PDS / DS | Sindaco |      |
| 2007    | 2012      | Antonino Ruggiano  | AN / PdL | Sindaco |      |
| 2012    | 2017      | Carlo Rossini      | PD       | Sindaco |      |
| 2017    | in carica | Antonino Ruggiano  | FI       | Sindaco |      |

### Gemellaggi
- Dreux, dal 1960[35]
- Melsungen, dal 1985[35]
- Enna, dal 2020[36]

## Sport

### Basket
La squadra di pallacanestro della città è la Todi Basket, che milita nel campionato regionale umbro. È presente nello stesso campo anche una società giovanile, la Minibasket Todi.

### Calcio
La principale squadra di calcio della città è l'A.S.D. Todi Calcio che milita in Promozione. Nata nel 1951, ha raggiunto il suo maggior traguardo sportivo vincendo la Coppa Italia Serie D 2000-2001.

### Torneo di calcio a 5 annuale
Ogni anno, nel periodo del mese di giugno, si svolge il Torneo dei Rioni di Todi, torneo di calcio a 5 delle frazioni e delle varie zone di Todi. Il torneo si gioca con la formula di 3 gironi, ognuno composto da 4 squadre. Dopo la fase a gironi, vi è la fase finale, a cui passano le prime e seconde di ogni girone e le 2 migliori terze di ogni gruppo.